# Pristimantis minutulus
Pristimantis minutulus är en groddjursart som beskrevs av Duellman och Hedges 2007. Pristimantis minutulus ingår i släktet Pristimantis och familjen Strabomantidae. IUCN kategoriserar arten globalt som otillräckligt studerad. Inga underarter finns listade i Catalogue of Life.